# Bourg de Mildura
Le bourg de Mildura est une zone d'administration locale dans le nord-ouest du Victoria en Australie. Il est traversé par les Calder et Mallee Highways.
Il comprend la ville de Mildura elle-même, ainsi que les villes de Merbein, Red Cliffs, Irymple, Ouyen, Werrimull, Murrayville, Tutye, Underbool, Walpeup et Hattah, et les localités de Danyo et de Torrita.
Il a été créé en 1995 par la fusion de la ville de Mildura avec les comtés de Mildura et de Walpeup.

## Jumelages
- Dali, province du Yunnan en Chine
- Kumatori, Japon
- Upland, en Californie, États-Unis d'Amérique